# Marshall County (Kentucky)
Marshall County is een county in de Amerikaanse staat Kentucky.
De county heeft een landoppervlakte van 790 km² en telt 30.125 inwoners (volkstelling 2000). De hoofdplaats is Benton.

## Geboren in Marshall County
- Robert Grubbs (1942-2021), scheikundige en Nobelprijswinnaar